# Beitar Tel Aviv Bat Yam F.C.
Beitar Tel Aviv Ramla FC (hebreo : מועדון כדורגל בית"ר תל אביב רמלה ) es un club de fútbol israelí con sede en Tel Aviv. Actualmente participa en la Liga Leumit, segundo nivel del fútbol israelí. Juega sus partidos como local en el Estadio Municipal de Ramla.

## Historia
El Beitar Tel Aviv Ramla Football Club se fundó en el año 2000 bajo la denominación de Beitar Shimshon Tel Aviv por la fusión de los equipos del Beitar Tel Aviv y el Shimshon Tel Aviv. Ambos clubes estaban en la Liga Artzit, la tercera en importancia de Israel, en el momento de dicha fusión. En el año 2006 el club pasó a jugar sus partidos como local al estadio del Bnei Yehuda Tel Aviv F.C. con capacidad para 6500 espectadores, Hatikva Neighborhood Stadium. En la temporada 2008-09, al terminar en la sexta posición de la Liga Artzit y debido a una reestructuración de la liga, el club asciende a la Liga Leumit, segunda en importancia. 
En 2011, el club vuelve a fusionarse, esta vez con el Ironi Ramla F.C., por lo que el antiguo Shimshon Tel Aviv se retira de dicha fusión y el equipo pasa a tener su nombre actual: Beitar Tel Aviv Ramla FC.